# 服部禮次郎
服部 禮次郎（はっとり れいじろう、旧字体：服󠄁部 禮次󠄁郞、1921年〈大正10年〉1月11日 - 2013年〈平成25年〉1月22日）は、日本の財界人。第二精工舎取締役を経て、セイコーホールディングス第5代社長、その後ながらく会長を務め、晩年は名誉会長となる。慶應義塾連合三田会会長を26年間務め、学事運営にも強い影響力を持った。
その他、日本国際問題研究所会長代行、日本経団連理事、津田塾大学理事長、交詢社副理事長、学校法人慶應義塾監事・評議員、日本スウェーデン協会会長、アフリカ協会会長、テレビ東京番組審議会委員長、日本時計協会会長、公益財団法人日本台湾交流協会会長、公益財団法人中東調査会理事長、国際商業会議所（ICC・JAPAN会長）、東京商工会議所常議員、経済同友会幹事、東亜経済人会議日本委員会委員長、社団法人福澤諭吉協会理事長、社団法人日本陶磁協会第7代理事長、社団法人東京青年会議所第5代理事長、社団法人日本青年会議所第4代会頭、日本広告主協会副会長、日本広告審査機構常任理事、日本ABC協会常任理事、日本ユニセフ協会常務理事などを歴任。

## 概要
兄の服部謙太郎を継いで株式会社服部時計店社長となり、長らく営業畑を歩み、クオーツ腕時計の海外販売網を築く。ライバル企業のスイスウォッチがタイメックスの腕時計を世界的に販売すると、1997年に社名から「服部」の二文字を消し高級腕時計に舵を切る戦略を取った。政界では、自民党議員らの自由社会研究会や臨時行政調査会メンバーとして活動。日本と台湾との間の経済交流、文化交流に尽力し馬英九総統から大綬景星勳章を叙勲した。
祖父は服部時計店（後のセイコー）創業者で「時計王」と呼ばれた服部金太郎、および元宮内省大膳頭の上野季三郎。父は服部時計店の第2代社長服部玄三。兄は第4代社長の服部謙太郎。妻はヴァイオリニストの服部豊子、息子はヴァイオリニスト・指揮者の服部譲二。妻・悦子の伯母は御木本隆三の妻。禮次郎の弟・成三郎(大正18年6月生まれ)は、系列会社の三光起業の取締役で、兄たちと同じ慶大経済学部卒。

## 略歴
- 1921年1月11日[2] - 服部時計店創業社長の孫として誕生[3]。
- 1942年 - 慶應義塾大学経済学部 卒業。服部時計店入社。
- 1953年 - 東京青年会議所第5代理事長[4]就任。
- 1954年 - 日本青年会議所第4代理事長[5]就任。
- 1983年 - セイコー第5代社長。
- 1987年 - 慶應義塾連合三田会会長に就任し、死去まで26年に亘って在任。セイコー社長を退任し会長に就く。
- 1993年9月 - 財団法人交流協会会長就任（2011年6月まで）
- 2002年3月 - （社）日本陶磁協会理事長就任（2010年6月まで）
- 2004年4月 （社）アフリカ協会会長就任
- 2006年 - 津田塾大学理事長就任。
- 2009年 - 和光（高級宝飾品店）会長兼社長就任。(2010年まで)
- 2010年 - セイコー会長を退任し名誉会長となる。
- 2013年1月22日 -  心不全のために死去[3]。92歳没

## 勲章
- 黄綬褒章（1983年）
- 勲二等旭日重光章（1994年）
- 大綬景星勲章(台湾、中華民国、2011年[6])

## 著作物
著書
- 1994年 - 『慶應ものがたり : 福澤諭吉をめぐって』 慶應義塾大学出版会 ISBN 4-7664-0828-4
- 2009年 - 『福澤諭吉と門下生たち』 慶応義塾大学出版会 ISBN 978-4-7664-1496-7

編纂
- 2003年 - 『福澤諭吉著作集. 第11巻』 福澤諭吉（著） 慶応義塾大学出版会 ISBN 4-7664-0887-X
- 2009年 - 『福翁百話』 福澤諭吉（著） 慶応義塾大学出版会 ISBN 978-4-7664-1625-1